# Nachal Mišmarot
Nachal Mišmarot (hebrejsky: נחל משמרות) je vádí v severním Izraeli, v pobřežní nížině.
Začíná v nadmořské výšce přes 50 metrů nad mořem, jižně od vesnice Kfar Pines, v hustě osídlené a zemědělsky využívané rovině, poblíž severovýchodního okraje města Pardes Chana-Karkur. Jde o údolí nazývané Bik'at ha-Nadiv, které je výběžkem pobřežní nížiny. Vádí pak směřuje k severozápadu, z východu míjí vesnici Mišmarot. Jihovýchodně od pahorku Tel Duda'im u od města Binjamina, pak ústí zleva do toku Nachal Barkan.